# Dreimärker (Helmstadt)
Der Dreimärker ist ein historischer Grenzstein und ein Kleindenkmal an der Gemarkungsgrenze von Helmstadt-Bargen, Neidenstein und Waibstadt im Rhein-Neckar-Kreis.
Der Stein wurde 1710 gesetzt und trägt Wappen und Inschriften der jeweils anrainenden Gemarkungen. Auf der Seite von Waibstadt trägt der Stein das Adlerwappen der damaligen Reichsstadt und die Initialen GW für „Gemeindewald Waibstadt“. Auf der Seite von Helmstadt trägt der Stein das fünfspeichige Rad und die Buchstaben PvB als Wappen und Initialen des Ortsherren Philipp von Berlichingen-Rossach. Auf der Seite von Neidenstein trägt der Stein das Wappen mit den zwei Lilienstäben der Herren von Venningen, die die Ortsherrschaft in Neidenstein hatten.
Die Gemarkungsgrenze wurde neben dem Dreimärker im weiteren Verlauf auch mit normalen Grenzsteinen markiert, von denen sich im selben Waldstück ebenfalls noch einige erhalten haben. Die Erneuerung der Grenzsteine 1710 ging vermutlich von Philipp von Berlichingen-Rossach (1637–1711) aus, der 1663 in die ursprünglich die Ortsherrschaft in Helmstadt ausübende Familie von Helmstatt eingeheiratet hatte und nach dem Tod seines schwachsinnigen und kinderlosen Schwagers Wolf Adam von Helmstatt († 1694) diesem als Ortsherr folgte. Philipp von Berlichingen-Rossach führte zahlreiche Rechtsstreite über Holzrechte, Jagdrechte und Gemarkungsgrenzen. Er starb zwar 1711 nur kurz nach der Grenzsteinsetzung, aber seine Nachkommen galten als nicht minder streitlustig.